# Лабазов Віктор Станіславович
Ві́ктор Станісла́вович Лаба́зов (народився 13 липня 1960 в місті Прилуки, Чернігівська область) — український політичний діяч, заступник голови Української народної партії «Рух».

## Біографія
Освіта вища, закінчив Київський державний педагогічний інститут іноземних мов, за фахом — вчитель англійської мови.
В 1991—1999 — голова Прилуцької міської організації Народного Руху України. З 1999 — голова Чернігівської обласної організації НРУ.
З 1991 р. є редактором газет «Світанок над Удаєм», «Світанок над Сіверщиною».
Член Народного Руху України з 17 вересня 1989 р. Член Центрального Проводу НРУ.
19 травня 2013 на всеукраїнському об'єднавчому з'їзді Народного Руху України (НРУ) і Української народної партії (УНП) був обраний одним із чотирьох заступників голови об'єднаної політичної сили Українська народна партія «Рух»

## Родина
Батько Станіслав Андрійович — один із засновників Прилуцької музичної школи у кінці 50-х років, викладач з класу фортепіано та гобою у Чернігівському музичному училищі імені Ревуцького. Мати Алла Іванівна — вихователь Прилуцького будинку немовляти.

## Відзнаки
Лауреат журналістських премій: Чернігівського прес-клубу, Чернігівського медіа-клубу («Найкращий журналіст року» — у 1998 р.), Міжнародної журналістської премії імені Василя Стуса, Міжнародної літературної премії «Тріумф».
Лауреат Всеукраїнської програми «Лідери регіонів», 2002 р.